# Равнината
Равнината (болг. Равнината) — село в Болгарии. Находится в Смолянской области, входит в общину Рудозем. Население составляет 166 человек.

## Политическая ситуация
В местном кметстве Равнината — Иваново, в состав которого входит Равнината, должность кмета (старосты) исполняет Емил Самуилов Хаджиев (Союз демократических сил (СДС)) по результатам выборов правления кметства в 2007 году.
Кмет (мэр) общины Рудозем — Николай Иванов Бояджиев (коалиция партий: Граждане за европейское развитие Болгарии (ГЕРБ), Земледельческий народный союз (ЗНС)) по результатам выборов 2007 года в правление общины.